# Хижа (Люблінське воєводство)
Хижа (пол. Chyża) — село в Польщі, у гміні Замостя Замойського повіту Люблінського воєводства.
Населення — 485 осіб (2011).
У 1975-1998 роках село належало до Замойського воєводства.

## Демографія
Демографічна структура станом на 31 березня 2011 року:
|          | Загалом | Допрацездатний вік | Працездатний вік | Постпрацездатний вік |
| -------- | ------- | ------------------ | ---------------- | -------------------- |
| Чоловіки | 226     | 33                 | 165              | 28                   |
| Жінки    | 259     | 32                 | 162              | 65                   |
| Разом    | 485     | 65                 | 327              | 93                   |